# Moro-Reflex
Der Moro-Reflex (Klammerreflex, Umklammerungsreflex) ist ein frühkindlicher Reflex, der bei Jungtieren vieler Säuger auftritt. Er wurde nach dem Arzt Ernst Moro benannt, der den Reflex 1918 beschrieb.
Beim Menschen führt das überraschende Fallen oder Zurückneigen des Säuglings in die Rückenlage zu einem ruckartigen Strecken der Arme, Spreizen der Finger und Öffnen des Mundes, danach wird die Arm- und Handbewegung rückgängig gemacht und endet in einer Faust; bei starker Reaktion tritt auch eine Beugung der Beine in den Hüften auf. Auch Schrecksituationen können den Moro-Reflex auslösen, von Eltern wird dieser oft als Zusammenzucken empfunden. Nicht selten wird die Symptomatik des West-Syndroms mit den beim Moro-Reflex auftretenden Bewegungsmustern verwechselt.
Der Moro-Reflex ist überlebenswichtig für den jungen Säugling, denn er ermöglicht z. B. den ersten Atemzug und hilft, die Luftröhre zu öffnen, wenn das Neugeborene zu ersticken droht. Er bildet sich beim Menschen in der 9. Schwangerschaftswoche und verliert sich ab dem 3./4. Lebensmonat durch das Reifen des Nervensystems. Er ist durch alle Wahrnehmungskanäle (auditiv, visuell, taktil, vestibulär) auslösbar und führt zu einer komplexen körperlichen Reaktion (spontane Bewegung der oberen Extremität nach hinten, Tonusreaktion im Gesicht, Ausschüttung von Stresshormon, Absinken des Blutzuckerspiegels, Steigen der Herzfrequenz und der Atemfrequenz). 
In der Ratgeberliteratur findet sich mitunter die Empfehlung, mit Hilfe von engem Einwickeln in ein Tuch („Pucken“) zu vermeiden, dass der Säugling in den ersten Lebensmonaten während des Schlafens durch den Moro-Reflex aufwacht. Das Verfahren ist umstritten.
Bei Jungtieren, die von ihren Eltern am Körper getragen werden, verhindert der Moro-Reflex auch das Herunterfallen vom elterlichen Körper durch das Nachgreifen im Fell. Evolutionsbiologen sehen im Moro-Reflex deshalb auch einen Hinweis darauf, dass menschliche Säuglinge ehemalige aktive Traglinge sind.